# 저빌
저빌(gerbil)은 다른 말로 사막쥐(desert rats)라고 하며, 황무지쥐아과(Gerbillinae)에 속하는 설치류의 총칭이다. 저빌이라는 단어의 어원은 "jerboa"(뛰는쥐류)이며 Jird라고 불리기도 하는데 이 단어는 아랍어로 대형 사막 설치류를 뜻한다. 아프리카와 몽골, 중동에서 인도까지 아시아의 사막 지대에 서식한다. 약 110여 종을 포함하고 있다.

## 하위 속
| - 황무지쥐족 또는 저빌족 (Gerbillini) - 저빌아족 (Gerbillina) - 저빌속 (Gerbillus) - 짧은꼬리저빌속 (Dipodillus) - 소말리아피그미저빌속 (Microdillus) - 큰저빌아족 (Rhombomyina) - 메리오네스속 (Meriones) - 큰저빌속 (Rhombomys) - 모래쥐속 (Psammomys) - 붓꼬리저빌속 (Sekeetamys) - 프르제발스키저빌속 (Brachiones) - 주머니저빌아족 (Desmodilliscina) - 주머니저빌속 (Desmodilliscus) - 파키우로미스아족 (Pachyuromyina) - 파키우로미스속 (Pachyuromys) | - 테터릴족 (Taterillini ) - 테터릴아족 (Taterillina) - 인도저빌속 (Tatera) - 보엠저빌속 (Gerbilliscus) - 작은민발바닥저빌속 (Taterillus) - 나미브저빌아족 (Gerbillurina) - 케이프짧은귀저빌속 (Desmodillus) - 나미브저빌속 (Gerbillurus) - 소말리아저빌족 (Ammodillini) - 암모다일속 또는 소말리아저빌속 (Ammodillus) |

## 애완용 저빌
몽골저빌은 19세기에 중국으로부터 프랑스에 처음 반려동물로 소개되었고 1954년에 Dr. Victor Schwentker 박사에 의해 미국에 실험동물로 들어왔다. 저빌을 기를 때는 햄스터용 케이지는 알맞지 않으며, 플라스틱제 터널이나 부속품은 건강상의 문제가 있으므로 모두 나무 장난감으로 바꿔주어야 한다. 저빌은 사회성 동물이지만, 가족이 아닌 낯선 냄새를 풍기는 상대가 있으면 가끔 죽이기도 한다. 품종개량에 의해 반려동물 가게에서 팔리는 저빌의 모색 색깔은 20종이 넘는다.